# Битва при Яффе (1197)
Би́тва при Я́ффе произошла 10 сентября 1197 года между силами Айюбидского султаната и Иерусалимского королевства. Безрассудная атака крестоносцев под командованием бальи Яффы Рено Барле на Айюбидов в итоге обернулась катастрофой для них самих; айюбидские силы под командованием эмира Дамаска Аль-Адиля I перебили их всех, а после осадили и в тот же день взяли и разграбили слабо защищённую Яффу.

## Контекст
После смерти Айюбидского султана Салах ад-Дина в 1193 году между его родственниками началась длительная междоусобная война за престол, чем пытались воспользоваться крестоносцы, чтобы вернуть Иерусалим и другие города Святой земли, захваченные Салах ад-Дином в предыдущие годы. В марте 1195 года император Священной Римской империи Генрих VI решает начать очередной крестовый поход против Айюбидов. На этот раз немцы пошли по морю, избежав опасного маршрута, которым ранее шёл его покойный отец Фридрих I во время Третьего крестового похода. Современник Арнольд Любекский в своём продолжении «Славянской хроники» Гельмольда из Босау утверждает, что у немцев была армия в 60 тыс. человек, что, по мнению современных историков, безусловно, является преувеличением; у немцев, вероятно, была четверть этого числа. Основные силы немцев остановились на Кипре для коронации Амори де Лузиньяна, в то время как остальные уже в начале сентября 1197 года прибыли в Иерусалимское королевство. Затем последние совершили набег на Галилею, контролируемую Айюбидами, но в конечном итоге были отброшены к Акре войсками во главе с эмиром Дамаска Аль-Адилем I, младшим братом Салах ад-Дина, и только вмешательство иерусалимского короля Генриха I спасло их от полного уничтожения.

## Ход битвы и осада Яффы
Вскоре 10 сентября Аль-Адиль покинул Акру и направился в сторону Яффы, поскольку срок перемирия между крестоносцами и Айюбидами, подписанного в 1192 году между Салах ад-Дином и английским королём Ричардом I Львиным Сердцем, подходил к концу. Городом в то время правил бальи Рено Барле. Крестоносцы, вероятно, из-за безрассудства, выступили из Яффы и пошли навстречу Айюбидам. Крестоносцы атаковали их, однако Айюбиды дали им решительный отпор и обратили в бегство. Крестоносцы снова отступили с поля битвы в сторону Яффы. Однако крестоносцы обнаружили, что ворота города закрыты: гарнизон закрыл ворота из-за страха перед возможным нападением мусульман на город. Впоследствии все крестоносцы снаружи были перебиты силами Айюбидов, которые затем осадили Яффу.
Оборона города была довольно слабой. Айюбиды атаковали стены и заставили гарнизон отступить в цитадель, которая вскоре также была прорвана, а все её защитники убиты. Новости об этом нападении достигли иерусалимского короля Генриха I в Акре, который немедленно послал туда свою армию; однако сам он вскоре скончался в результате неожиданного несчастного случая, выпав из окна своего дворца. К этому времени Яффа уже пала перед Айюбидами, а армия крестоносцев, услышав о смерти своего короля, отступила.
Айюбиды разрушили город, захватили много добычи и пленных и ушли.

## Дальнейшая судьба города
Яффа оставалась в руках Айюбидов ещё 8 лет, пока не была возвращена крестоносцам после окончания Четвёртого крестового похода в рамках перемирия, согласованного с Аль-Адилем. Но несмотря на это, город оставался заброшенным вплоть до 1228 года.